# Barbara Regina Dietzsch
Barbara Regina Dietzsch (Núremberg, 22 de septiembre de 1706-Núremberg, 1 de mayo de 1783) fue una pintora y grabadora alemana, reconocida por sus obras de arte botánico. Es considerada uno de los miembros más talentosos y productivos de la familia de artistas Dietzsch.

## Biografía
Nació el 22 de septiembre de 1706 en la Ciudad Imperial Libre de Nuremberg. Procedente de una familia de artistas, su padre Johann Israel, su hermano Johann Christoph y su hermana Margareta; que fueron artistas empleados por la corte de la ciudad. Se formó en la técnica artística en el taller de su padre, y pronto demostró estar especialmente dotada cuando desarrolló una nueva técnica de acuarela sobre lámina de oro en vitela. Barbara Dietzsch le enseñó a pintar a su hermana Margareta.
Se casó con el pintor Nikolaus Christopher Matthes. El matrimonio vivió en Hamburgo. Dietzsch finalmente regresó a Núremberg, donde murió en mayo de 1783.

## Obra
Los cuatro miembros de la familia Dietzsch trataron temas similares y comúnmente optaron por presentar sus composiciones sobre un fondo negro, todos fueron competentes para ejecutar interpretaciones detalladas y dramáticas de flores, frutas y verduras comunes. Barbara Deitzsch se especializó en acuarelas y pinturas de gouache de animales y plantas que se convirtieron en grabados, la mayoría de los cuales creó ella misma. Sus obras fueron demandadas internacionalmente y vendidas en Alemania, Inglaterra, Países Bajos y Francia. Su trabajo influyó en Ernst Friedrich Carl Lang.
Entre 1772 y 1775, el editor Knorr publicó un libro de flores y dibujos con los grabados según los dibujos realizados por Barbara Dietzsch. 
Germaine Greer describe el trabajo de Deitzsch como «exacto y lineal, como cabría esperar de los diseños para el grabado, pero en sus piezas de flores más ambiciosas exhibió un enfoque conservador que era bastante anticuario».

## Colecciones notables
- Un diente de león con una polilla tigre, una mariposa, un caracol y un escarabajo, siglo XVIII, Museo de Bellas Artes de San Francisco[7]
- Diente de león, alrededor de 1755, Museo J. Paul Getty[8]

## Galería

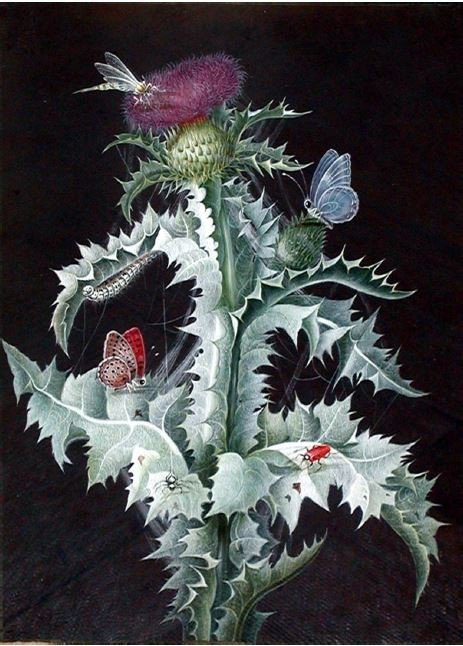
Un estudio de un cardo
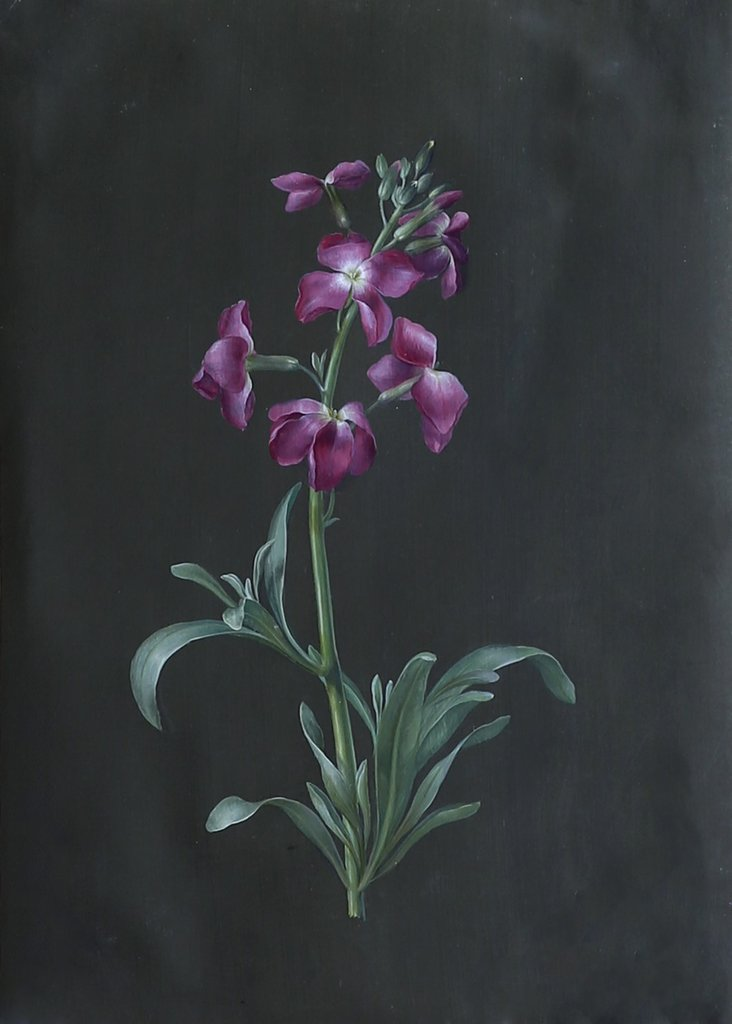
Ramo (Flores rosas)
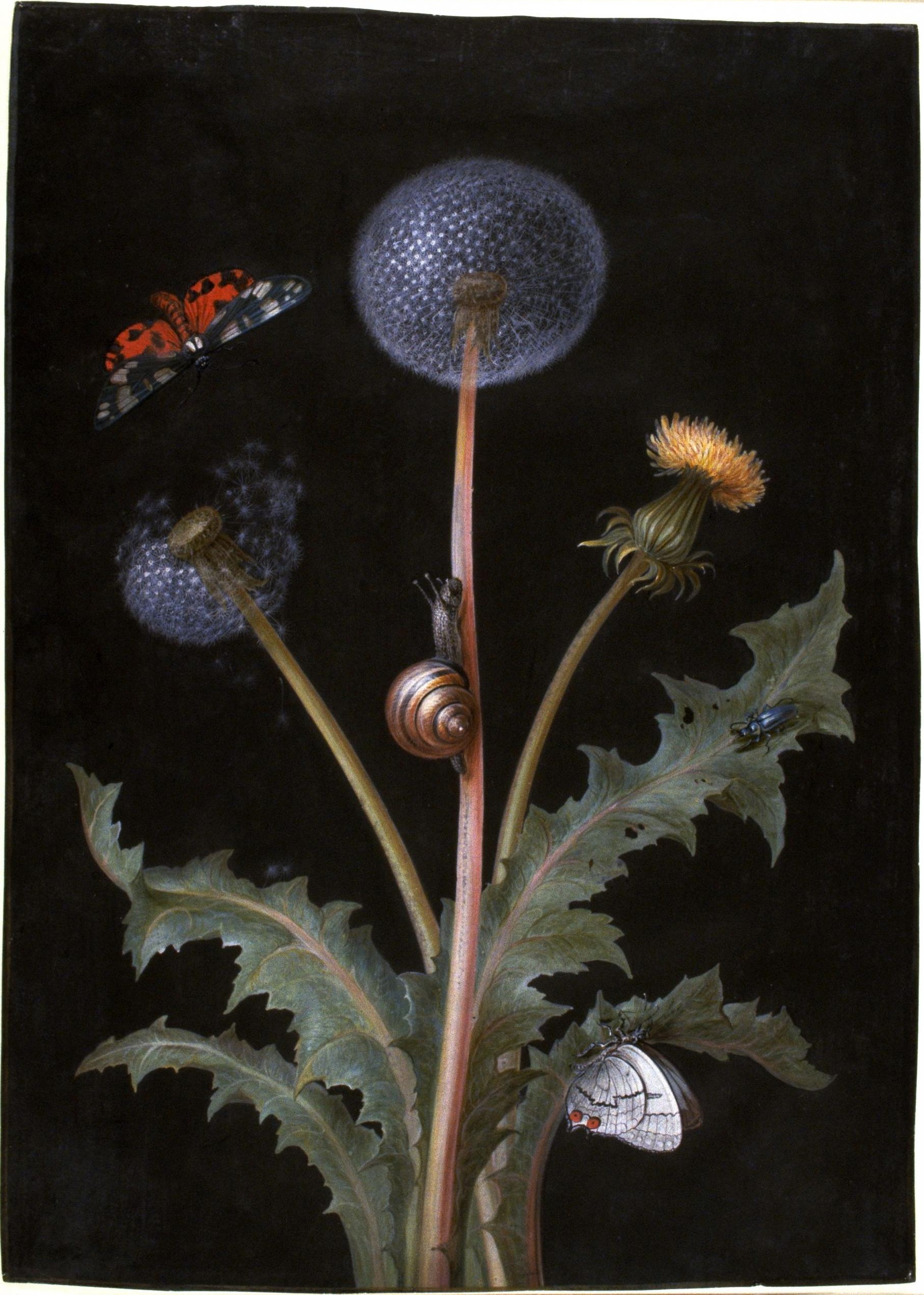
Un diente de león con una polilla tigre, una mariposa, un caracol y un escarabajo
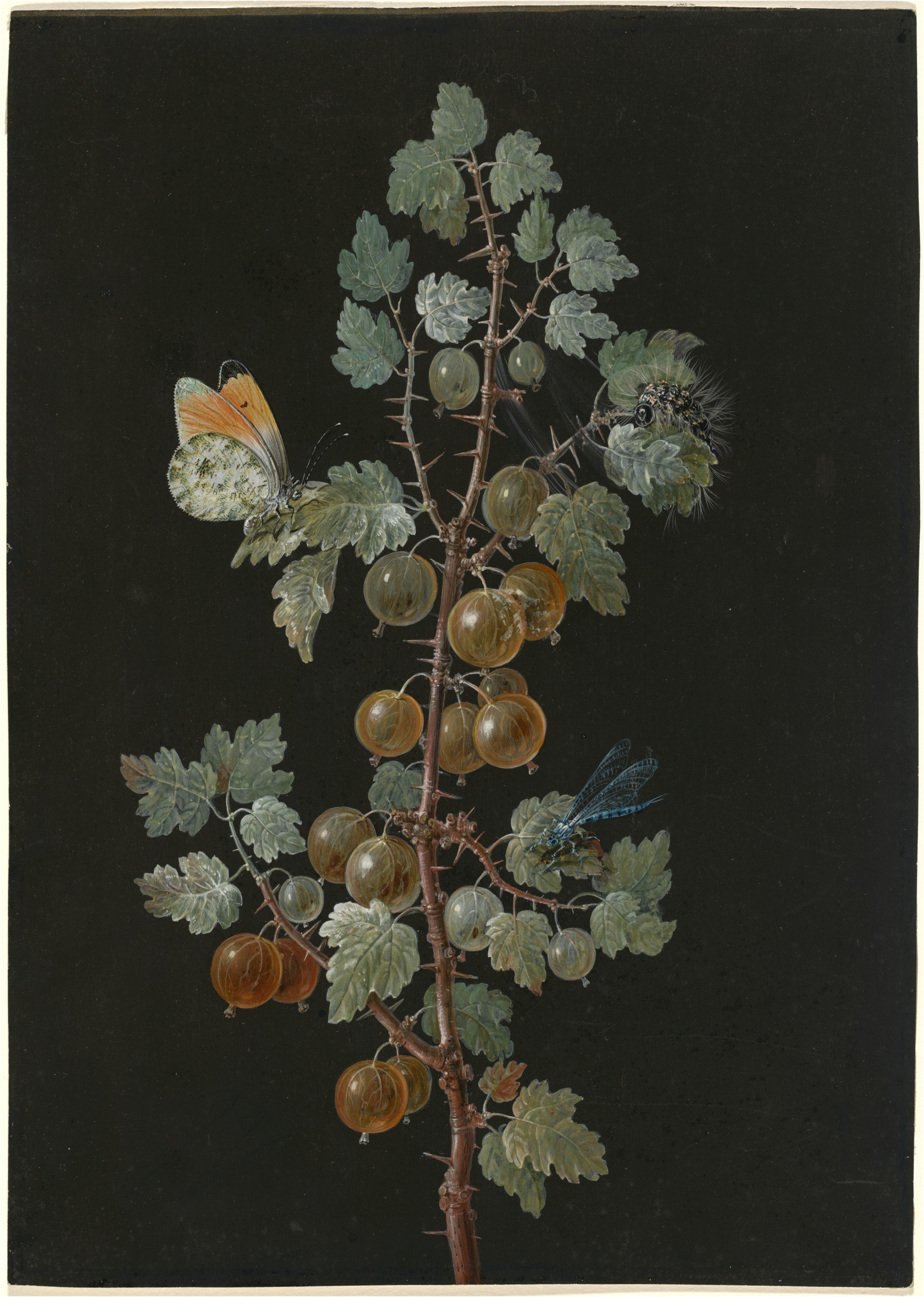
Una rama de grosellas con una libélula, una mariposa de punta anaranjada y una oruga, 1725-1783, Galería Nacional de Arte
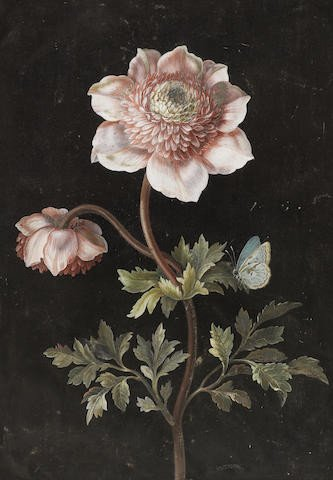
Anémonas y un Phengaris arion